# .307 Winchester
.307 Winchester набій було представлено компанією Winchester в 1982 році щоб отримати набій по продуктивності схожий на .300 Savage для використання в важільній гвинтівці з трубчастим магазином. Він майже схожий за параметрами до більш поширеного набою.308 Winchester, різниця лише в будові фланцю та товщині стінок гільзи.

## Опис
Гвинтівка Winchester Big Bore Model 94 Angle Eject є єдиною гвинтівкою, яка стріляє цими набоями, хоча конкурент Marlin Firearms створила кілька прототипів гвинтівки Модель 336 під набій .307 Win. Його все ще випускають для продажу, але багато хто споряджає набій вручну для отримання кращої продуктивності та точності. З міркувань безпеки у трубчастому магазині гвинтівки зазвичай використовуються кулі з плоскою головкою.

## Специфікація
180 гран (12 г) Super-X Power-Point куля.
Балістичний коефіцієнт: 0.251
| Відстань        | Швидкість             | Енергія                   | Коротка траєкторія | Довга траєкторія |
| --------------- | --------------------- | ------------------------- | ------------------ | ---------------- |
| Дуло            | 2 510 фут/с (770 м/с) | 2 519 фут⋅фунт (3 415 Дж) | -                  | -                |
| 100 ярд (91 м)  | 2 179 фут/с (664 м/с) | 1 898 фут⋅фунт (2 573 Дж) | 0.0 in             | 1.5 in           |
| 200 ярд (180 м) | 1 874 фут/с (571 м/с) | 1 404 фут⋅фунт (1 904 Дж) | -6.5 in            | -3.6 in          |
| 300 ярд (270 м) | 1 599 фут/с (487 м/с) | 1 022 фут⋅фунт (1 386 Дж) | -22.9 in           | -18.6 in         |
| 400 ярд (370 м) | 1 362 фут/с (415 м/с) | 742 фут⋅фунт (1 006 Дж)   | -                  | -47.1 in         |

## Параметри

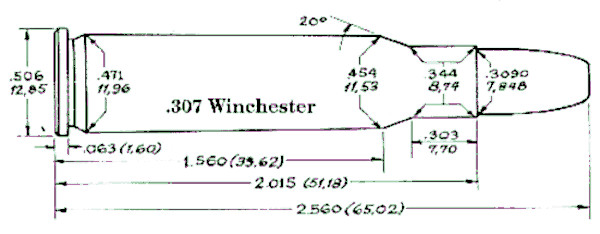

## Похідні набої
.307 Winchester став похідною гільзою для набою .356 Winchester і запатентованого набою 6.5 JDJ #2.
Також його гільзу використано в набої 7mm STE (Shooting Times Eastern).